# Лудвиг Готфрид фон Хоенлое-Валденбург
Лудвиг Готфрид фон Хоенлое-Валденбург-Пфеделбах (на немски: Ludwig Gottfried zu Hohenlohe-Waldenburg-Pfedelbach; * 6 декември 1668 в Пфеделбах; † 18 септември 1728 в Пфеделбах) е граф на Хоенлое-Валденбург-Пфеделбах.
Той е единственият син на граф Хискиас фон Хоенлое-Валденбург-Пфеделбах (1631 – 1685) и съпругата му Доротея Елизабет фон Хоенлое-Валденбург (1650 – 1711), дъщеря на граф Филип Готфрид фон Хоенлое-Валденбург (1618 – 1679) и Анна Христина фон Лимпург-Зонтхайм (1618 – 1685). Внук е на граф Лудвиг Еберхард фон Хоенлое-Валденбург-Пфеделбах и Глайхен (1590 – 1650) и Доротея фон Ербах (1593 – 1643).
Лудвиг Готфрид фон Хоенлое-Валденбург-Пфеделбах се жени на 27 октомври 1689 г. в Лангенбург за графиня Луиза Шарлота фон Хоенлое-Лангенбург (* 25 април 1667; † 25 август 1747), дъщеря на граф Хайнрих Фридрих фон Хоенлое-Лангенбург (1625 – 1699) и Юлиана Доротея фон Кастел-Ремлинген (1640 – 1706). Те нямат деца.
Лудвиг Готфрид фон Хоенлое-Валденбург-Пфеделбах умира на 18 септември 1728 г. в Пфеделбах на 59 години преди баща си и е погребан в Йоринген, както по-късно съпругата му Луиза Шарлота фон Хоенлое-Лангенбург (1747) и баща му (1685).
Сестра му Мария Катарина София (1680 – 1761) се омъжва на 6 декември 1701 г. в Пфеделбах за граф Христиан Крафт фон Хоенлое-Ингелфинген (1668 – 1743).